# آبشار ایلیلویت
آبشار ایلیلویت  (به انگلیسی: Illilouette Fall) آبشاری است که در پارک ملی یوسیمیتی، کالیفرنیا، ایالات متحده آمریکا واقع شده و ارتفاع کلی ریزشگاه آن ۳۷۰ پا (۱۱۲ متر) است.